# Monika Wieczorkiewicz
Monika Wieczorkiewicz (ur. 4 marca 1988) – polska lekkoatletka specjalizująca się w biegach sprinterskich.

## Kariera
Ma w dorobku cztery medale mistrzostw Polski seniorów – trzy srebrne (Szczecin 2008, Bydgoszcz 2009 i Bielsko-Biała 2010 – sztafeta 4 x 100 m) oraz jeden brązowy (Bydgoszcz 2011 – bieg na 200 m). W 2012 zdobyła brązowy medal halowych mistrzostw Polski w biegu na 60 metrów.
Rekord życiowy w biegu na 200 metrów: 23,98 (12 sierpnia 2011, Bydgoszcz). 